# عقوبة بدنية
العقوبات البدنية أو العقوبات الجسدية هو تعُمد إلحاق الآلام التي توقع على جسد شخص إما بموجب حكم قضائي أو أمر إدارى كالضرب والتشويه، وذلك بغرض «التأديب» أو «الإصلاح» أو «الردع» أو بسبب سلوك ما «غير مقبول».
ويستخدم المصطلح عادة للإشارة إلى الضرب بشكل منهجي للمذنب وفقاً لسبب قضائي أو منزلي أو تعليمي.
بالإمكان تقسيم العقوبات الجسدية إلى ثلاثة أنواع وهي:
- العقاب الجسدي في المنازل والذي عادة يستهدف الأطفال من قبل الوالدين أو ضمن الأسرة أو الأوصياء عليهم.
- العقاب البدني في القضاء والذي ينتج نتيجة تجريم فعل ما أو ارتكاب جريمة وفقاً لتلك المحكمة حيث يتم تنفيذ العقوبة من قبل إدارة السجن أو الحكمة.
- العقاب الجسدي في المدارس والذي يستخدم تجاه التلاميذ من قبل المعلمين أو إدارة المدرسة.

لا تزال العقوبات الجسدية مسموح بها في المدارس في بعض أجزاء العالم بينها 20 ولاية أمريكية (أغلبها ولايات الجنوب الشرقي)، لكنها محظورة قانوناً في عدد من بلدان العالم بينها كندا، اليابان، جنوب أفريقيا، نيوزيلندا وتقريباً كامل أوروبا باستثناء فرنسا وجمهورية التشيك. وفي الولايات المتحدة لا تزال العقوبات البدنية للقاصرين غير محظورة في 50 ولاية إلا أنها الآن محظورة في 24 بلداً حول العالم.
بالنسبة للعقاب الجسدي القضائي فقد اختفى عملياً من أجزاء واسعة من العالم لكنه لايزال موجوداً في أجزاء من آسيا وأفريقيا.

## العقوبات الجسدية المنزلية

الدول التي قامت رسمياً بحظر كافة أنواع العقوبات الجسدية تجاه الأطفال.

بالنسبة العقوبات الجسدية في المنزل فقد صارت في 2009 محظورة قانوناً في 24 بلداً حول العالم، السويد كانت أولها في 1979، أما الآن فأغلب هذه البلدان في أوروبا وأمريكا اللاتينية ومنها فنلندا (1983)، اليونان (2007)، قبرص (1994)، فنزويلا (2007) وإسرائيل (2000). فيما لايزال العقاب الجسدي المنزلي للأطفال وبالتحديد (الضرب الخفيف على الأرداف) مسموحاً به قانوناً في بلدان من قبيل الولايات المتحدة، بريطانيا، أستراليا شريطة عدم الحاق أذى أو علامات بالجسد.
وتعارض منظمات دولية معنية بشؤون حماية الطفولة وحقوق الطفل من قبيل أنقذوا الأطفال "Save the Children" جميع أشكال العقوبات الجسدية على الأطفال.

## العقوبات الجسدية بأوامر قضائية

الدول التي يتم فيها انزال عقوبات جسدية بأوامر من أنظمتها القضائية.

في 2009 لا تزال بعض دول العالم تقوم باستخدام العقوبات الجسدية المتنوعة من قبيل الضرب بالعصى في نظامها القضائي مثل بوتسوانا (الذكور بين 14-40 سنة قد يعاقبون بالضرب على الأرداف بشكل غير علني) ماليزيا، ليسوتو، تنزانيا، سنغافورة.
بعض الدول التي يضم نظامها القضائي تفسيرات من الشريعة الإسلامية مثل إيران (الرجال والنساء، الأولاد والبنات بشكل علني أو غير علني)، أفغانستان (للرجال والنساء بشكل علني أو غير علني)، السعودية (الرجل والنساء بشكل علني أو غير علني)، اليمن، السودان وإقليم أتشيه فقط في إندونيسيا (الرجال والنساء بشكل علني) وشمال نيجيريا تستخدم الضرب بالسوط أو الجلد أو الرجم كعقوبة على عدد من الجرائم في قوانينها. ففي السعودية يستخدم الجلد والبتر أو التشويه كأسلوب للعقاب، وقد تم إلغاء عقوبة الجلد من الأحكام الخاضعة لتقديرات القضاة في أبريل 2020، كما جرى إلغاء عقوبة القتل تعزيرا لمن لم يتموا 18 عاما وقت ارتكابهم الفعل المعاقب عليه، بمن فيهم مرتكبو الجرائم الإرهابية، وفي 2009 فان بعض المناطق في باكستان والتي يغيب فيها قانون الدولة وحكومتها استخدمت العقوبات الجسدية وخصصت لها «محاكم إسلامية». (الرجال وأولاد بشكل علني وغير علني).

## طريقة الأمهات لتأديب أطفالهم

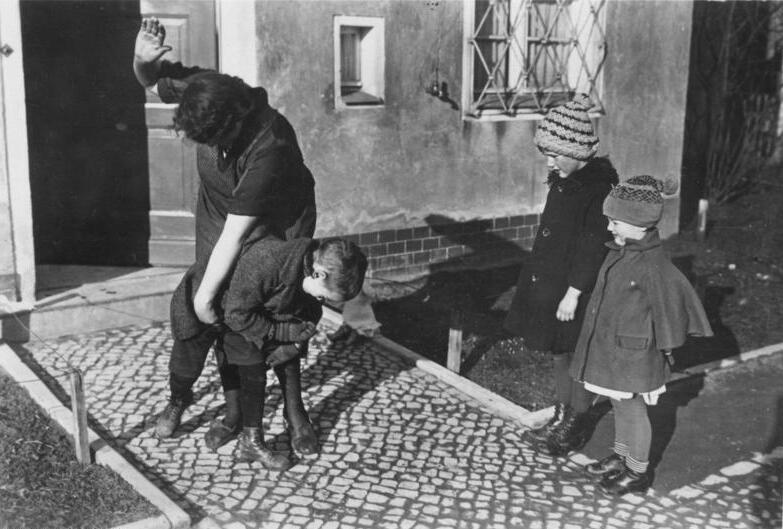
Spanking in Germany in 1935

يرى الباحث في العنف الأسري موراي A. شتراوس يرى أن قيام الأم بتأديب أولادها بواسطة الضرب على الارداف وهو «عقاب الأطفال الأفضل والأكثر انتشارا لدى الأمهات والمربيات على مستوى العالم وذلك بقيام الأم بوضع طفلها المشاغب على ركبيتها منطبحا على بطنه وتقوم بصفع مؤخرته بيدها عدة مرات حتى يتأدب وفي بعض الحالات يتم نزع سروال الطفل وضرب مؤخرته»، وله آثار تساهم في تأديب وتربية الأولاد المشاغبين، بما في ذلك الانضباط في المنزل.

## العقوبات الجسدية في المدارس

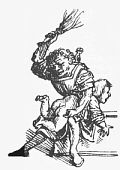
معاقبة تلميذ مدرسة من العصور الوسطى بواسطة عصا بالضرب على ردفيه.

حالياً فان عدداً من بلدان العالم باتت تحظر العقاب الجسدي لتلاميذ المدارس من قبل المعلمين أو إداراة المدرسة مثل النمسا (1974)، هولندا (1920)، إسبانيا (1985)، الولايات المتحدة (وهو محظور في 30 ولاية أمريكية، وكانت أول ولاية نيوجيرسي في 1867 وأحدث ولاية هي أوهايو في 2009) إلا أن العقاب البدني المدرسي لايزال مستمراَ في بلدان أخرى عديدة.
في مصر أظهرت دراسة نشرت في 1998 أن العقاب الجسدي في المدارس مستخدم على نطاق واسع من قبل المعلمين في مصر لمعاقبتهم على سلوك يرونه غير مقبول. حيث بينت الدراسة أن المعلمين قد مارسوا عنفاً على نحو 80% من الأولاد و60% من البنات مستخدمين الأيدي العصي الأحزمة الأحذية والركل متسببين في كدمات وإصابات ومنها ماأدى إلى حالات فارقت فيها الضحية الحياة.

## وصلات خارجية
- العقوبات البدنية وحقوق الإنسان، د.حسن حنفي - العربية نت
- العقوبات الجسدية: ضرورة إصلاح وتأهيل أم موروث ثقافي؟ - إذاعة هولندا العالمية.